# ポール・ブエンテロ
ポール・ブエンテロ（Paul Buentello、1974年1月16日 - ）は、アメリカ合衆国テキサス州アマリロ出身の男性総合格闘家。グラッジ・トレーニング・センター所属。元KOTC世界ヘビー級王者。

## 来歴
高校時代は野球とサッカーで活躍し、卒業後にテコンドーを始めた。
2003年11月2日、KOTC世界ヘビー級タイトルマッチでボビー・ホフマンに挑戦し、ギブアップ勝ちを収め王座獲得に成功した。

### UFC
2005年2月5日、UFC初参戦となったUFC 51でジャスティン・エイラーズと対戦し、右ストレートでKO勝ちを収めた。
2005年10月7日、UFC 55のUFC世界ヘビー級タイトルマッチでアンドレイ・アルロフスキーに挑戦し、開始直後ストレートを放った際のアルロフスキーの鋭いカウンターの右フックにより開始15秒でKO負けを喫し王座獲得に失敗した。
2006年2月4日、UFC 57でギルバート・アルダナと対戦し、パウンドでTKO勝ちを収めた。

### Strikeforce
2006年10月7日、初参戦となったStrikeforceでタンク・アボットと対戦し、KO勝ち。
2007年6月22日、Strikeforce: Shamrock vs. Baroniでカーター・ウィリアムスと対戦し、パウンドでTKO勝ち。
2007年11月16日、Strikeforce世界ヘビー級王座決定戦でアリスター・オーフレイムと対戦し、2Rにボディへの膝蹴りでギブアップ負けを喫し王座獲得に失敗した。

### Affliction
2008年7月19日、Affliction旗揚げ戦Affliction: Bannedでゲーリー・グッドリッジと対戦し、判定勝ちを収めた。
2009年1月24日、Affliction: Day of Reckoningでキリル・シデルニコフと対戦し、TKO勝ちを収めた。
2009年8月1日、Affliction: Trilogyでギルバート・アイブルと対戦予定であったが、大会開催がキャンセルとなった。

### UFC復帰
2009年12月12日、3年10か月ぶりのUFC参戦となったUFC 107でステファン・ストルーフェと対戦し、0-2の判定負けを喫した。
2010年3月21日、UFC on Versus: Vera vs. Jonesでシーク・コンゴと対戦し、3ラウンドに胴体への肘打ちの連打を受けタップアウト負けを喫した。
2010年8月14日、PWP世界ヘビー級王座決定戦でティム・シルビアと対戦し、2R終了間際に右アッパーによるTKO負けを喫し王座獲得に失敗した。

## 戦績
| 総合格闘技 戦績 | 総合格闘技 戦績 | 総合格闘技 戦績 | 総合格闘技 戦績 | 総合格闘技 戦績 | 総合格闘技 戦績 | 総合格闘技 戦績 |
| --------------- | --------------- | --------------- | --------------- | --------------- | --------------- | --------------- |
| 47 試合         | (T)KO           | 一本            | 判定            | その他          | 引き分け        | 無効試合        |
| 31 勝           | 19              | 9               | 3               | 0               | 0               | 0               |
| 16 敗           | 3               | 8               | 5               | 0               | 0               | 0               |

| 勝敗 | 対戦相手                     | 試合結果                                 | 大会名                                                                              | 開催年月日     |
| ○    | ソクジュ                     | 3R 3:12 KO（左ストレート）               | Abu Dhabi Warriors 3                                                                | 2015年10月3日  |
| ×    | マイロン・デニス             | 5分3R終了 判定1-2                        | Legacy Fighting Championship 29 【Legacy FCライトヘビー級王座決定戦】               | 2014年3月15日  |
| ○    | ジェームス・マクスウィーニー | 2R 2:44 TKO（ボディブロー）              | Legacy Fighting Championship 22                                                     | 2013年8月23日  |
| ×    | ダリル・スクーノヴァー       | 5分3R終了 判定0-3                        | WMMA 1: Fighting for a Better                                                       | 2012年3月31日  |
| ×    | コール・コンラッド           | 5分3R終了 判定0-3                        | Bellator 48                                                                         | 2011年8月20日  |
| ○    | ケリー・ショール             | 5分3R終了 判定3-0                        | Nemesis Fighting: MMA Global Invasion                                               | 2010年12月10日 |
| ×    | ティム・シルビア             | 2R 4:57 KO（右アッパー）                 | PWP: War on the Mainland 【PWP世界ヘビー級王座決定戦】                              | 2010年8月14日  |
| ○    | ブライアン・ヒュームス       | 5分3R終了 判定3-0                        | Shark Fights 11                                                                     | 2010年5月22日  |
| ×    | シーク・コンゴ               | 3R 1:16 ギブアップ（グラウンドの肘打ち） | UFC on Versus: Vera vs. Jones                                                       | 2010年3月21日  |
| ×    | ステファン・ストルーフェ     | 5分3R終了 判定0-2                        | UFC 107: Penn vs. Sanchez                                                           | 2009年12月12日 |
| ○    | キリル・シデルニコフ         | 3R 4:18 TKO（ドクターストップ）          | Affliction: Day of Reckoning                                                        | 2009年1月24日  |
| ○    | ゲーリー・グッドリッジ       | 5分3R終了 判定3-0                        | Affliction: Banned                                                                  | 2008年7月19日  |
| ×    | アリスター・オーフレイム     | 2R 3:42 ギブアップ（ボディへの膝蹴り）   | Strikeforce: Four Men Enter, One Man Survives 【Strikeforce世界ヘビー級王座決定戦】 | 2007年11月16日 |
| ○    | カーター・ウィリアムス       | 2R 0:10 TKO（パウンド）                  | Strikeforce: Shamrock vs. Baroni                                                    | 2007年6月22日  |
| ○    | ルーベン・ビシャレアル       | 2R 3:57 TKO（タオル投入）                | Strikeforce: Triple Threat                                                          | 2006年12月8日  |
| ○    | タンク・アボット             | 1R 0:43 KO（右ストレート）               | Strikeforce: Tank vs. Buentello                                                     | 2006年10月7日  |
| ○    | ギルバート・アルダナ         | 2R 2:27 TKO（パウンド）                  | UFC 57: Liddell vs. Couture 3                                                       | 2006年2月4日   |
| ×    | アンドレイ・アルロフスキー   | 1R 0:15 KO（右フック）                   | UFC 55: Fury 【UFC世界ヘビー級タイトルマッチ】                                      | 2005年10月7日  |
| ○    | ケビン・ジョーダン           | 1R 4:00 フロントチョーク                 | UFC 53: Heavy Hitters                                                               | 2005年6月4日   |
| ○    | ジャスティン・エイラーズ     | 1R 3:34 KO（右ストレート）               | UFC 51: Super Saturday                                                              | 2005年2月5日   |
| ○    | ボー・キャントレル           | 1R 0:45 KO（パンチ連打）                 | KOTC 44: Revenge 【KOTC世界ヘビー級タイトルマッチ】                                 | 2004年11月14日 |
| ○    | ロイド・マーシュバンクス     | 1R 2:57 TKO（パウンド）                  | EP: XXXtreme Impact                                                                 | 2003年12月28日 |
| ○    | ボビー・ホフマン             | 2R ギブアップ                            | KOTC 30: The Pinnacle 【KOTC世界ヘビー級タイトルマッチ】                            | 2003年11月2日  |
| ○    | アンディ・モンタナ           | 1R 2:09 KO（ハイキック）                 | Rumble on the Rock 4                                                                | 2003年10月10日 |
| ×    | ボビー・ホフマン             | 5分3R終了 判定0-3                        | KOTC 27: Aftermath 【KOTC世界ヘビー級タイトルマッチ】                               | 2003年8月10日  |
| ○    | マイク・カイル               | 2R 1:24 KO（パウンド）                   | KOTC 18: Sudden Impact                                                              | 2002年11月1日  |
| ○    | ロジャー・ネフ               | 1R 3:04 KO（ハイキック）                 | KOTC 14: 5150                                                                       | 2002年6月19日  |
| ○    | ジミー・ウェストフォール     | 1R TKO（パウンド）                       | Unified Shoot Wrestling Federation 19                                               | 2001年9月25日  |
| ○    | ゲーリー・マーシャル         | 1R 4:53 TKO（パンチ連打）                | IFC Warriors Challenge 15                                                           | 2001年8月31日  |
| ×    | ネイト・シュローダー         | 1R 4:10 ヒールホールド                   | IFC Warriors Challenge 13                                                           | 2001年6月15日  |
| ×    | サム・ソテロ                 | 3R 3:22 ギブアップ（パウンド）           | IFC Warriors Challenge 12                                                           | 2001年4月11日  |
| ×    | リコ・ロドリゲス             | 2R 4:21 膝十字固め                       | KOTC 7: Wet and Wild 【KOTCヘビー級スーパーファイト王座決定戦】                     | 2001年2月24日  |
| ○    | ラリー・パーカー             | 1R 5:06 TKO（パウンド）                  | IFC Warriors Challenge 8 【IFC全米スーパーヘビー級王座決定戦】                      | 2000年6月14日  |
| ×    | ガン・マッギー               | 1R 2:44 ギブアップ（パウンド）           | IFC Warriors Challenge 7 【スーパーヘビー級王座決定トーナメント 決勝】              | 2000年5月3日   |
| ○    | ロッキー・バタスティーニ     | 1R 3:47 腕ひしぎ十字固め                 | IFC Warriors Challenge 7 【スーパーヘビー級王座決定トーナメント 準決勝】            | 2000年5月3日   |
| ○    | ジェイソン・ゴドシー         | 1R 6:06 ギブアップ（パウンド）           | IFC Warriors Challenge 7 【スーパーヘビー級王座決定トーナメント 1回戦】             | 2000年5月3日   |
| ○    | ジミー・ウェストフォール     | 1R 0:59 TKO（タオル投入）                | Amarillo Fights                                                                     | 1999年12月4日  |
| ○    | デニー・マシアス             | 1R ギブアップ（パウンド）                | World Class Shootfighting                                                           | 1999年11月20日 |
| ○    | ギルバート・ダラン           | 1R ギブアップ（パウンド）                | World Class Shootfighting                                                           | 1999年11月20日 |
| ×    | トッド・ブローダウェー       | 1R 6:00 TKO（ドクターストップ）          | Extreme Challenge 24                                                                | 1999年5月15日  |
| ○    | ラリー・パーカー             | 1R 0:30 KO（膝蹴り）                     | Unified Shoot Wrestling Federation 9 【ヘビー級トーナメント 決勝】                  | 1998年6月20日  |
| ○    | シェイン・サーヴェドラ       | 1R 2:15 TKO（パウンド）                  | Unified Shoot Wrestling Federation 9 【ヘビー級トーナメント 準決勝】                | 1998年6月20日  |
| ○    | ダスティン・ヘローネマース   | 1R 0:20 チョークスリーパー               | Unified Shoot Wrestling Federation 9 【ヘビー級トーナメント 1回戦】                 | 1998年6月20日  |
| ×    | ダン・スバーン               | 1R 2:55 ヘッドロック                     | Unified Shoot Wrestling Federation 6                                                | 1997年8月16日  |
| ×    | エヴァン・タナー             | 1R 2:20 チョークスリーパー               | Unified Shoot Wrestling Federation 4 【ヘビー級トーナメント 決勝】                  | 1997年4月12日  |
| ○    | デビット・デイビス           | 1R 7:35 チョークスリーパー               | Unified Shoot Wrestling Federation 4 【ヘビー級トーナメント 準決勝】                | 1997年4月12日  |
| ○    | デリック・マッギル           | 1R 6:00 チョークスリーパー               | Unified Shoot Wrestling Federation 4 【ヘビー級トーナメント 1回戦】                 | 1997年4月12日  |

## 獲得タイトル
- USWF 9ヘビー級トーナメント 優勝（1998年）
- IFC全米スーパーヘビー級王座（2000年）
- 第4代KOTC世界ヘビー級王座（2003年）